# Ладомирова
Ладомирова (словац. Ladomirová) — село в Словаччині, Свидницькому окрузі Пряшівського краю. Розташоване в північно-східній частині Словаччини.
Уперше згадується у 1414 році.

## Пам'ятки
У селі є греко-католицька дерев'яна церква святого Архангела Михаїла з 1742 року (тзв. лемківського типу), перебудована у 1946 та 1958 роках. Іконостас та ікони з 17 та 18 століття. З 1963 року разом з дерев'яною дзвіницею, дерев'яною брамою та дерев'яним парканом національна культурна пам'ятка, у 2008 році занесена до списку ЮНЕСКО.
Крім неї є також монастирська православна церква святого Архангела Михаїла з 1924 року збудована за зразком староруських церков, з 1963 року національна культурна пам'ятка а також греко-католицька церква Божого Милосердя з 21 століття.
У селі також був православний монастир з друкарнею Йова Почаївського, збудований в 1924 року — культурний центр околиці з великою бібліотекою, знищений під час тяжких боїв II світової війни. Його монахи емігрували у Німеччину, а потім у США.

## Населення
| Рік:            | 1993 | 2003     | 2013     | 2023    |
| --------------- | ---- | -------- | -------- | ------- |
| Кількість осіб: | 770  | 865      | 1029     | 1061    |
| Різниця:        |      | +12,33 % | +18,95 % | +3,10 % |

| Рік:            | 2022 | 2023    |
| --------------- | ---- | ------- |
| Кількість осіб: | 1047 | 1061    |
| Різниця:        |      | +1,33 % |

В селі проживає 899 осіб.
Національний склад населення (за даними останнього перепису населення — 2001 року):
- словаки — 87,83 %
- русини — 7,76 %
- цигани — 2,74 %
- українці — 1,55 %
- чехи — 0,12 %

Склад населення за приналежністю до релігії станом на 2001 рік:
- православні  — 66,71 %,
- греко-католики — 26,97 %,
- римо-католики — — 5,01 %,

не вважають себе віруючими або не належать до жодної вищезгаданої церкви- 1,31 %

## Джерела

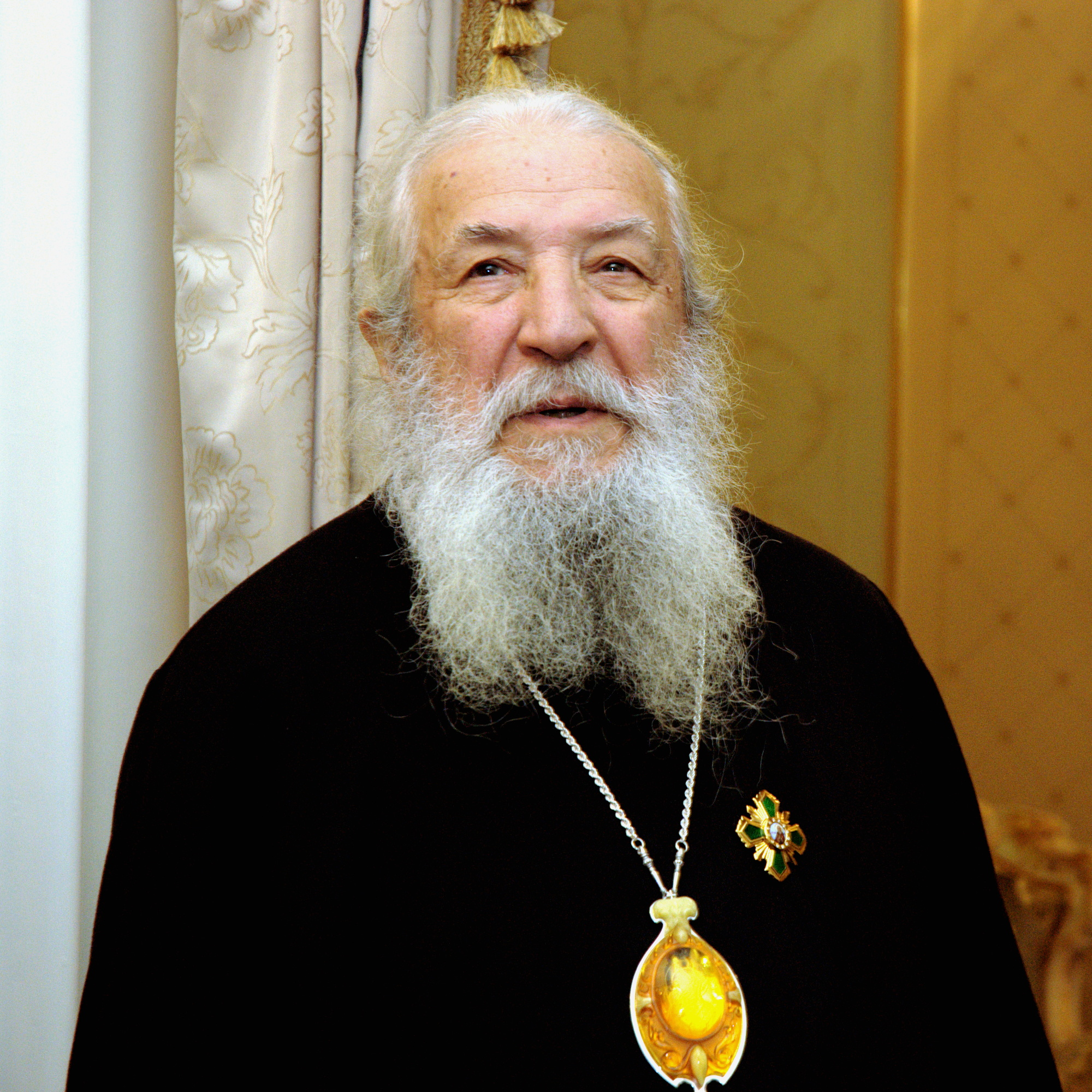
Василь Шкурла (Лавр)

## Видатні постаті
- Лавр (Шкурла) — Першоієрарх Російської Православної Церкви за кордоном, народився в селі